# 塞萨尔-皮埃尔·里什莱
塞萨尔-皮埃尔·里什莱（法語：César-Pierre Richelet，法語發音：[sezaʁ pjɛʁ ʁiʃlɛ]；1626年11月8日—1698年11月23日），法国语法学家、词典编纂者，也是史上第一部法语词典的编者。